# Macedonia de Est și Tracia
Macedonia de Est și Tracia (în greacă Περιφέρεια Ανατολικής Μακεδονίας και Θράκης) este una din cele 13 regiuni ale Greciei, subdivizată în 6 prefecturi. Capitala este orașul Komotini.
Cele 6 prefecturi din Macedonia de Est și Tracia sunt următoarele:
- Prefectura Drama (86.643 de locuitori în 2021, suprafața de 3.468 km2)
- Prefectura Evros (133.802 de locuitori în 2021, suprafața de 4.242 km2)
- Prefectura Kavala (116.195 de locuitori în 2021, suprafața de 1.728 km2)
- Prefectura Rodopi (104.262 de locuitori în 2021, suprafața de 2.543 km2)
- Prefectura Thasos (13.104 de locuitori în 2021, suprafața de 380 km2)
- Prefectura Xanthi (108.195 de locuitori în 2021, suprafața de 1.793 km2)